# Gaje Wielkie
Gaje Wielkie (ukr. Великі Гаї, Wełyki Haji) – wieś na Ukrainie, w obwodzie tarnopolskim, w rejonie tarnopolskim. W 2001 roku liczyła 3683 mieszkańców, co czyni ją jedną z największych wsi w obwodzie tarnopolskim. Do 1937 w granicach Tarnopola.
We wsi jest 1294 gospodarstw i 40 ulic. Miejscowość leży 4 km na południowy wschód od Tarnopola. Mieszkańcy utrzymują się z pracy w rolnictwie, kilku przedsiębiorstwach, w rzemiośle i usługach. Ozdobą wsi jest kompleks parkowy Gaj Kobzara, w którym znajduje się pomnik Tarasa Szewczenki. W miejscowości znajdują się także szkoła, biblioteka, świetlica, cerkiew greckokatolicka, trzy cmentarze oraz dwa przystanki kolejowe Gaje Wielkie i 1338 km, położone na linii Podwołoczyska – Tarnopol.

## Historia
Pierwsza wzmianka w dokumentach o Gajach Wielkich pojawia się w 1785 roku.
W 1896 roku w Gajach Wielkich urodził się Jakym Seńkiwski, późniejszy duchowny greckokatolicki, męczennik i błogosławiony katolicki.
Przed II wojną światową wieś miała mieszany, ukraińsko-polsko-żydowski skład narodowościowy. Do 31 maja 1937 Gaje Wielkie były częścią Tarnopola, potem jako wyodrębniona wieś sołecka należały do gminy Borki Wielkie w powiecie tarnopolskim województwa tarnopolskiego.
Od września 1939 roku pod okupacją radziecką, od 1941 roku pod okupacją niemiecką.
W lipcu 1943 r. w miejscowej cerkwi greckokatolickiej odbyły się religijno-nazistowskie uroczystości, na które zjechało się wielu ukraińskich księży. Pod cerkwią dokonano poświęcenia broni przeznaczonej do mordowania Polaków.
Po II wojnie światowej tereny wsi przyłączono do ZSRR, do Gajów Wielkich przesiedlono Ukraińców z Polski.
W grudniu 1944 oraz 27 marca 1945 roku UPA zabiła w Gajach Wielkich łącznie 78 Polaków.
W 1979 roku wieś zgazyfikowano a w 1987 roku poprowadzono linię telefoniczną.

## Związani z miejscowością
- Kornel Posacki – nauczyciel, kierownik miejscowej publicznej szkoły powszechnej[10].